# 류마티스성 다발근통
류마티스성 다발근통(-性多發筋痛, 영어: polymyalgia rheumatica, PMR)은 통증과 뻣뻣함이 있는 증후군, 주로 목, 어깨, 상박에 영향을 미치지만 전신에 영향을 줄 수도 있다. 이 통증은 매우 갑자기 발생할 수 있으며, 시간이 지남에 따라 점진적으로 발생할 수도 있다. 류마티스성 다발근통이 있는 대부분의 사람들은 아침에 일어날 때 근육에 통증이 있지만 저녁 중에 통증이 발전하거나 하루종일 통증과 뻣뻣함을 느끼는 사람들도 있다. 류마티스성 다발근통을 앓는 사람들은 또한 거대 세포 동맥염이 있을 수 있는데 이는 조속히 치료하지 않으면 실명에 처할 수 있는 혈관염이다. 통증과 뻣뻣함으로 인해 생활의 질이 낮아질 수 있으며 우울증으로 이어질 수 있다.

## 증상
여러 증상을 통하여 류마티스성 다발근통이 있는 사람인지를 가늠할 수 있다. 고전적인 증상은 다음과 같다:
- 특히 수면 후나 아침에 활동이 억제되는 목, 어깨, 상완, 넓적다리, 엉덩부위의 통증과 뻣뻣함 (온화한 정도에서 심각한 정도)
- 피로, 거식증
- 빈혈
- 전반적으로 병기가 있는 느낌 또는 감기 같은 증상
- 낮은 정도의 발열[3]
- 대부분의 사람들에게 일정한 피로, 약화, 종종 탈진의 특징이 있다.

## 병인
류마티스성 다발근통의 병인은 잘 알려져 있지 않다.

## 진단
류마티스성 다발근통을 진단하기 위한 특정한 시험은 존재하지 않는다. 다른 수많은 질병들이 근육의 염증과 통증을 일으킬 수 있지만 일부 시험들은 해당 통증의 원인을 찾는데 도움을 줄 수 있다. 어깨 움직임의 제약, 손이나 손목 관절의 종창은 의사에 의해 참고가 된다. 질의 응답, 일반적인 신체 검사, 테스트 결과를 통해 의사가 통증과 뻣뻣함의 원인을 진단할 수 있다.

## 치료
프레드니솔론은 류마티스성 다발근통을 위해 선택되는 약으로, 치료 기간은 1년 이상인 것이 보통이다. 환자가 하루에 10~20밀리그램의 경구 프레드니솔론약을 복용한지 3일이 지나도 극적인 개선을 경험하지 못하는 경우 진단을 다시 고려할 수 있다. 증상은 수 시간만에 완화되는 경우도 종종 있다.
이부프로펜과 같은 비스테로이드 항염증제(NSAID)는 류마티스성 다발근통의 초기 치료에 효과적이지 않지만 코르티코스테로이드의 복용과 함께 복용할 수 있다.